# Блу Клеј Фармс (Северна Каролина)
Блу Клеј Фармс (енгл. Blue Clay Farms) насељено је место без административног статуса у америчкој савезној држави Северна Каролина.

## Демографија
По попису из 2010. године број становника је 33.
| Група             | 2000.    | 2010.      |
| Белци             | 0 (0,0%) | 17 (51,5%) |
| Афроамериканци    | 0 (0,0%) | 13 (39,4%) |
| Азијати           | 0 (0,0%) | 1 (3,0%)   |
| Хиспаноамериканци | 0 (0,0%) | 0 (0,0%)   |
| Укупно            | 0        | 33         |